# Plinia gentryi
Plinia gentryi är en myrtenväxtart som beskrevs av Barrie. Plinia gentryi ingår i släktet Plinia och familjen myrtenväxter. Inga underarter finns listade i Catalogue of Life.